# Sumuhu'ali I.
Sumuhu'ali I. (sabäisch s1mhʿly S1umuʿalī), vermutlich Nachfolger des Karib’il Watar I., war ein Herrscher (Mukarrib) des altsüdarabischen Reiches Saba. Hermann von Wissmann setzte seine Regierungszeit um 685 v. Chr. an.
Sumuhu'ali I. wird nur auf zwei privaten Inschriften des „Großen Komplex“ sowie dem Bruchstück einer Prunkstele erwähnt. In zwei dieser Inschriften erscheint er als Nachfolger eines Karib'il, der mit Karib’il Watar I. identisch sein dürfte. Sumuhu'alis Nachfolger kann nicht mit absoluter Sicherheit bestimmt werden, zeitlich am nächsten steht ihm aber offenbar Yada'il Dharih I.